# Alà Taurinyà
Alà Taurinyà (Vinçà, 14 de març del 1914 - 13 de març del 2004) va ser un professor, historiador i poeta nord-català, alcalde de Vallestàvia al llarg de gairebé dues dècades.

## Biografia
Mestre d'escola a Vallestàvia, s'enrolà a l'exèrcit francès a la Segona Guerra Mundial. Era sergent del 96è. R.I.A. quan fou capturat pels alemanys i entre el 1940 i el 1945 va estar empresonat a l'Stalag XI A, un camp de presoners de guerra a Altengrabow (Möckern, Saxònia-Anhalt). Aquesta experiència es reflectí en el seu recull de poemes Matricule 99057, que el 1984 rebé el premi Saint-Cricq-Theis de l'Académie française. En tornar del captiveri reprengué el seu ofici de mestre. Publicà un gran nombre d'articles (de divulgació, d'història...) a la revista Cahiers des Amis du Vieil Ille que dirigia Maurice Iché. En la seva poesia, que aplegà en diversos reculls, mostrà el seu profund amor pel paisatge i la natura, especialment al llibre Ballades catalanes (2001) sobre les antigues zones mineres del massís del Canigó.
Presidí l'alcaldia de Vallestàvia entre el 1971 i el 1989. El 1986 fou nomenat cavaller de l'Orde del Mèrit.
Jacques Taurinya, fill seu, ha estat director d'un centre de formació en agricultura i, des del 2000, és alcalde de Vallestàvia; també és vicepresident del "Syndicat Mixte Canigó Grand Site". L'esposa d'aquest, Christiane, presideix l'associació "Memòria de Sant Andreu de Vallestàvia", que treballa Arxivat 2014-04-26 a Wayback Machine. per la reconstrucció de l'església romànica de Sant Andreu.

## Obres
- Chemin faisant : poèmes Ille-sur-Têt: Cahiers des Amis du Vieil Ille, 1982 (número especial de la revista, 76 bis)
- Matricule 99057 : Poèmes de captivité Saint-Estève: Les Presses Littéraires, 1952, premi 1984 "Saint-Cricq-Theis" de l'Académie française[5]
  - reedicions: Perpignan: Michel Fricker, 1982; Saint-Estève: IMF Productions, 1985; Saint-Estève: les Presses littéraires; Baillestavy: Alain Taurinya, 1995
- Les Yeux vivants Saint-Estève: Imprimerie St-André, 1990
- Alain Taurinya, Guy Nereau, Claire Coste Souvenirs d'un vieux trappeur catalan = El mestre paranyer Vallestàvia: Els Amics de Vallestàvia, 1994
- Alain Taurinya, Michèle Maurin Ballades catalanes : Manerots, La Pinosa, Formentera, mines de fer oubliées sur les routes du Canigou Paris: Magellan et Cie, 2001 ISBN 9782914330084
- Face à la maladie d'Alzheimer : poèmes Perpignan: Ed. du Rouvre, 2003

### Enregistraments
- 6 catalanades très connues, casset amb textos d'Albert Saisset (1985)